# کالاپارا اپازیلا
کالاپارا اپازیلا (به لاتین: Kalapara Upazila) یک منطقهٔ مسکونی در بنگلادش است که در ناحیه پتوکالی واقع شده‌است. کالاپارا اپازیلا ۴۸۳٫۰۸ کیلومتر مربع مساحت و ۱۷۴٬۹۲۱ نفر جمعیت دارد.